# Ernst Lundgren
Ernst Lundgren (i riksdagen kallad Lundgren i Röhammar), född 23 november 1873 i Stora Mellösa, död där 29 oktober 1930, var en svensk lantbrukare och politiker (frisinnad).
Ernst Lundgren, som kom från en bondesläkt, var lantbrukare i Röhammar i Stora Mellösa, där han också var vice ordförande i kommunalstämman och kommunalfullmäktige.
Han var riksdagsledamot i andra kammaren 1925–1930 för Örebro läns valkrets. I riksdagen tillhörde han Frisinnade landsföreningens riksdagsparti Frisinnade folkpartiet. Han var bland annat ledamot i andra kammarens tredje tillfälliga utskott 1929–1930 och engagerade sig bland annat i lokalpolitiska frågor.